# 巴黎美国大学
巴黎美国大学（The American University of Paris，简称AUP）是法国巴黎的一家美国学院，也是欧洲大陆最早的。

## 历史
创立於1962年。大学校园由八栋建筑物组成，主要位於第七区，临近艾菲尔铁塔、荣军院以及塞纳河。